# 徐惟诚
徐惟诚（1930年—），笔名余心言，男，安徽芜湖人，中华人民共和国政治人物，曾任中共中央宣传部常务副部长，第八、九届全国政协委员。